# Селин, Константин Владимирович
Селин Константин Владимирович (род. 21 сентября 1989, Красноярск) — российский режиссёр документального кино, сценарист, оператор, режиссёр монтажа.

## Биография
Родился в 1989 году в Красноярске.
Учился на филологическом факультете в Красноярском государственном педагогическом университете имени В. П. Астафьева. В это же время работал режиссёром монтажа на телеканале «Афонтово».
В 2009 году окончил сценарную мастерскую французских кинодокументалистов «SiberiaDOC», преподаватели — Hélène Châtelain (Элен Шатлен), Christophe Postic (Кристоф Постик).
Окончил факультет фотокорреспондентов имени Ю. А. Гальперина в 2012 году.
В 2015 окончил Санкт-Петербургский государственный институт кино и телевидения (мастерская Павла Медведева).
Живёт и работает в Санкт-Петербурге.

## Фильмография
- 2012 — Бронский
- 2015 — Скоро наступит новая счастливая жизнь
- 2016 — Хроники неслучившейся революции
- 2020 — Верните мои руки
- 2021 — Лето 2331 (короткометражный)
- 2021 — Третья волна (короткометражный)
- 2022 — Живой

## Награды
- 2012 Приз за лучший документальный фильм на Открытом Санкт-Петербургском фестивале фильмов студентов киношкол «Начало» — фильм «Бронский»
- 2012 Специальный приз «За любовь к классике» на международном фестивале короткометражного кино и анимации OPEN CINEMA — фильм «Бронский»
- 2013 Приз за лучший документальный фильм на Открытом Фестивале студенческих и дебютных фильмов «Святая Анна» — фильм «Бронский»
- 2017 «Лучший дебют» (приз за уверенный шаг в профессию) на международном телекинофестивале документальной мелодрамы «Саратовские страдания» — фильм «Хроники неслучившейся революции»
- 2020 Главный приз в конкурсе неигрового кино на XXVIII кинофестивале «Окно в Европу» — фильм «Верните мои руки»
- 2022 Приз за лучший полнометражный фильм на Открытом фестивале документального кино «РОССИЯ» — «Живой»
- 2022 Премия «Лавровая ветвь» за лучший неигровой фильм — «Живой»[1]
- 2022 Национальная премия имени Дзиги Вертова за достижения в области неигрового кино за лучший документальный фильм года — «Живой»[2]